# Руска Хата (альманах)
«Руска Хата» — буковинський альманах на 1877. Уклав Данило Млака (Сидір Воробкевич) у Чернівцях, друковано у Львові.
У «Рускій Хаті» взяли участь: Сидір Воробкевич і його брат Григорій Воробкевич, Юрій Федькович, Корнило Устиянович, Ганна Барвінок, Пантелеймон Куліш (стаття про Галицьку Русь під час козацьких воєн) та ін.